# Saut Situmorang
Saut Situmorang (* 29. Juni 1966 in Tebing Tinggi, Nordsumatra) ist ein indonesischer Schriftsteller, der Lyrik, Erzählungen und Essays verfasst.

## Leben
Situmorang wuchs in Medan auf. Er lebte von 1989 bis 2000 elf Jahre in Neuseeland, wo er englische und indonesische Sprache und Literatur an der Victoria University of Wellington sowie an der University of Auckland studierte. Für seine Gedichte wurde ihm an der Victoria University 1992 und an der Auckland University 1997 jeweils ein Preis verliehen. Er schreibt auf Indonesisch und Englisch, seine Arbeiten sind in Indonesien, Neuseeland und Australien publiziert. Seine Gedichtsammlungen in indonesischer Sprache sind „Saut kecil bicara dengan Tuhan“ (Der kleine Saut spricht mit Gott, 2003) und „Catatan subversif“ (Subversive Notizen, 2004). Er ist unter anderem in der Cyber-Gemeinschaft www.cybersastra.net aktiv.

## Werke
- Saut kecil bicara dengan Tuhan. 2003
- Catatan subversif. 2004
- Cyber Grafiti: Polemik Sastra Cyberpunk. 2004
- Otobiografi: kumpulan puisi, 1987–2007. 2007
- Politik sastra. 2009